# Jüdische Gemeinde Frauenberg

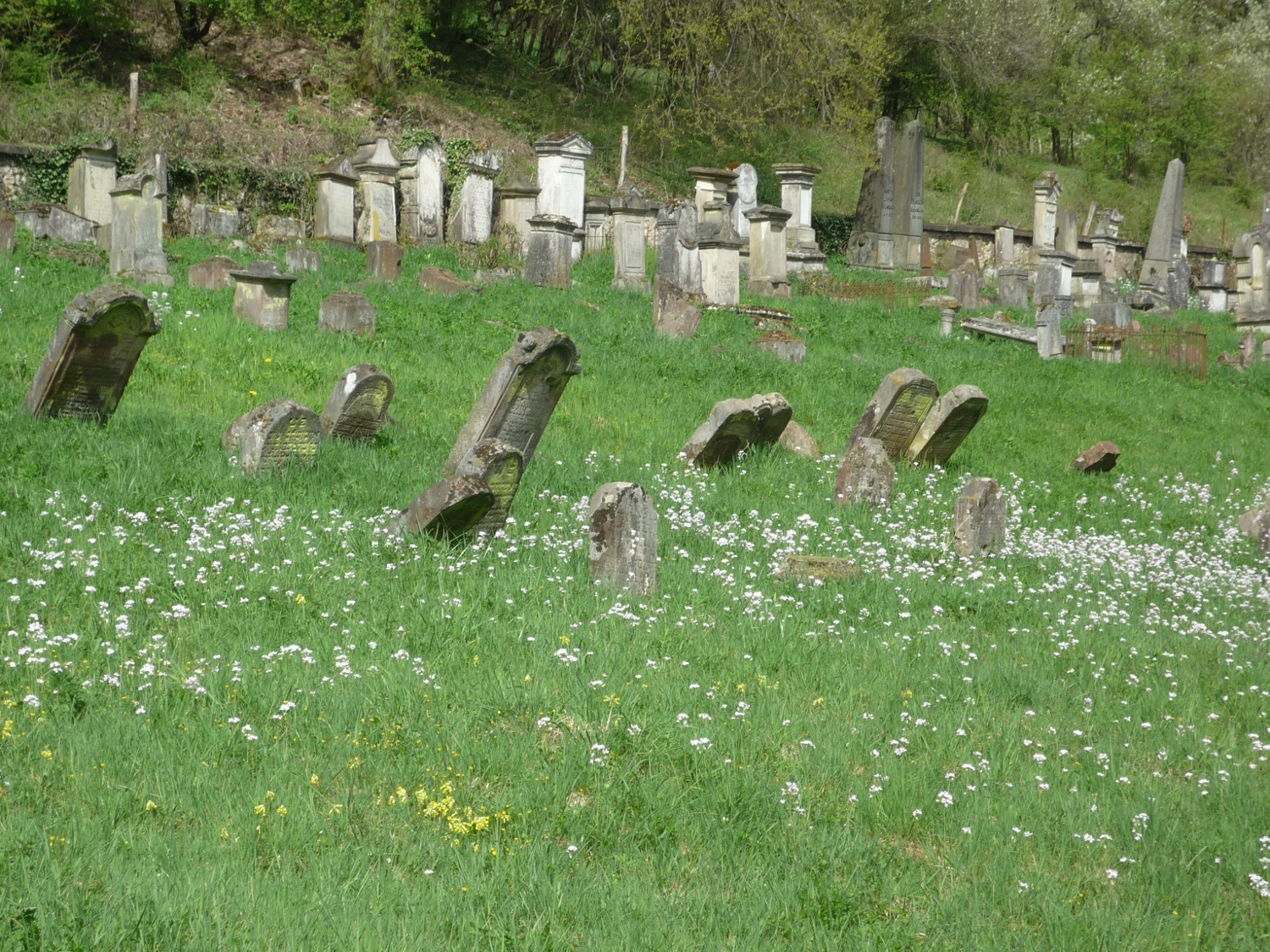
Jüdischer Friedhof in Frauenberg

Eine Jüdische Gemeinde in Frauenberg, einer Gemeinde im Département Moselle in Lothringen, bestand spätestens seit dem 18. Jahrhundert.

## Geschichte
Im Jahr 1753 werden in Frauenberg mehrere jüdische Familien genannt. Nachdem Lothringen zu Frankreich gekommen war, erlaubte ein königliches Dekret von 1779, dass 22 jüdische Familien sich in Frauenberg niederlassen konnten.

## Friedhof
Der jüdische Friedhof in Frauenberg befindet sich unterhalb der Ruine der Burg Frauenberg an einem Hang. Der um 1740 errichtete Friedhof diente den Juden im umgebenden Tal der Blies als Begräbnisstätte. Auch die Juden aus der nahe gelegenen Stadt Saargemünd wurden hier bestattet bis Saargemünd 1899 einen eigenen jüdischen Friedhof erhielt. 1840, 1869 und 1903 wurde der Friedhof in Frauenberg erweitert. Heute sind schon zahlreiche Grabsteine (Mazevot) in das Erdreich eingesunken und viele drohen umzufallen.